# San José del Sitio
San José del Sitio är en ort i Mexiko, tillhörande kommunen Jiquipilco i den nordvästra delen av delstaten Mexiko. Orten hade 1 378 invånare vid folkräkningen 2010.